# Miogost
Miogost (cyr. Миогост) – wieś w Czarnogórze, w gminie Danilovgrad. W 2011 roku liczyła 12 mieszkańców.